# ZIC3
ZIC3 (англ. Zic family member 3) – білок, який кодується однойменним геном, розташованим у людей на X-хромосомі. Довжина поліпептидного ланцюга білка становить 467 амінокислот, а молекулярна маса — 50 569.
| 10         |  | 20         |  | 30         |  | 40         |  | 50         |
| ---------- |  | ---------- |  | ---------- |  | ---------- |  | ---------- |
| MTMLLDGGPQ |  | FPGLGVGSFG |  | APRHHEMPNR |  | EPAGMGLNPF |  | GDSTHAAAAA |
| AAAAAFKLSP |  | AAAHDLSSGQ |  | SSAFTPQGSG |  | YANALGHHHH |  | HHHHHHHTSQ |
| VPSYGGAASA |  | AFNSTREFLF |  | RQRSSGLSEA |  | ASGGGQHGLF |  | AGSASSLHAP |
| AGIPEPPSYL |  | LFPGLHEQGA |  | GHPSPTGHVD |  | NNQVHLGLRG |  | ELFGRADPYR |
| PVASPRTDPY |  | AAGAQFPNYS |  | PMNMNMGVNV |  | AAHHGPGAFF |  | RYMRQPIKQE |
| LSCKWIDEAQ |  | LSRPKKSCDR |  | TFSTMHELVT |  | HVTMEHVGGP |  | EQNNHVCYWE |
| ECPREGKSFK |  | AKYKLVNHIR |  | VHTGEKPFPC |  | PFPGCGKIFA |  | RSENLKIHKR |
| THTGEKPFKC |  | EFEGCDRRFA |  | NSSDRKKHMH |  | VHTSDKPYIC |  | KVCDKSYTHP |
| SSLRKHMKVH |  | ESQGSDSSPA |  | ASSGYESSTP |  | PAIASANSKD |  | TTKTPSAVQT |
| STSHNPGLPP |  | NFNEWYV    |  |            |  |            |  |            |

A: Аланін

C: Цистеїн

D: Аспарагінова кислота

E: Глутамінова кислота

F: Фенілаланін

G: Гліцин

H: Гістидин

I: Ізолейцин

K: Лізин

L: Лейцин

M: Метіонін

N: Аспарагін

P: Пролін

Q: Глутамін

R: Аргінін

S: Серин

T: Треонін

V: Валін

W: Триптофан

Кодований геном білок за функціями належить до активаторів, білків розвитку. 
Задіяний у таких біологічних процесах, як транскрипція, регуляція транскрипції, диференціація клітин, нейрогенез, альтернативний сплайсинг. 
Білок має сайт для зв'язування з іонами металів, іоном цинку, ДНК. 
Локалізований у цитоплазмі, ядрі.